# Conoderus exsul
Conoderus exsul är en skalbaggsart som först beskrevs av Sharp 1877.  Conoderus exsul ingår i släktet Conoderus och familjen knäppare. Inga underarter finns listade i Catalogue of Life.

## Bildgalleri

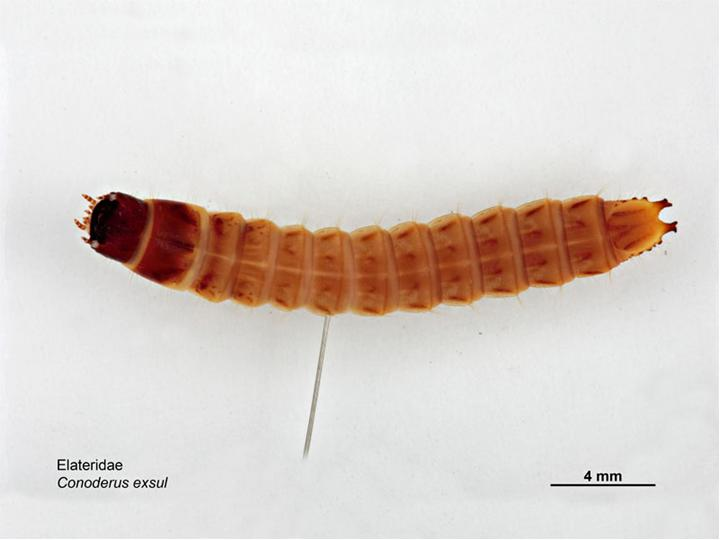
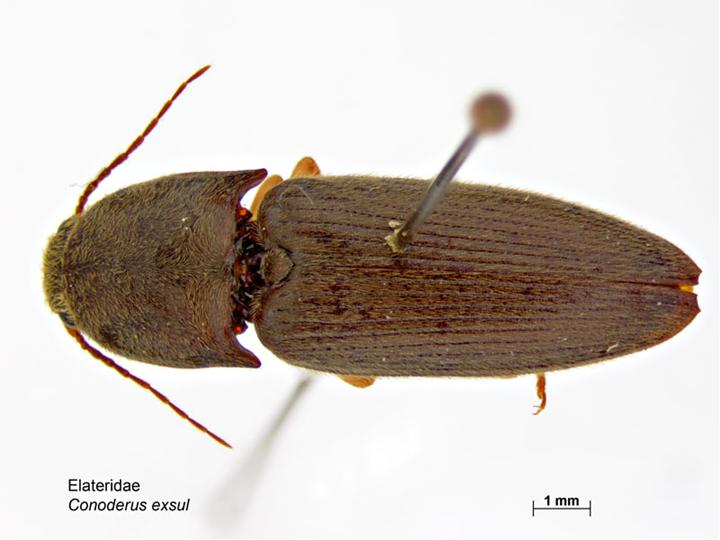